# International Review of Cytology
International Review of Cytology was een internationaal, aan collegiale toetsing onderworpen wetenschappelijk tijdschrift op het gebied van de celbiologie.
De naam wordt in literatuurverwijzingen meestal afgekort tot Int. Rev. Cytol. Het is in 2008 voortgezet onder de naam International Review of Cell and Molecular Biology.
Het werd uitgegeven door Academic Press. namens de International Society for Cell Biology en verscheen 2 keer per jaar.